# Europa Universalis: Rome
Europa Universalis: Rome è un videogioco strategico pubblicato e sviluppato da Paradox Interactive nel 2008.

## Scenari disponibili
| Scenario                 | Anni iniziali    | Fazioni principali                                              |
| ------------------------ | ---------------- | --------------------------------------------------------------- |
| Guerra pirrica           | 279 a.C. 474 AUC | - Roma - Epiro                                                  |
| Prima Guerra Punica      | 263 a.C. 490 AUC | - Roma - Cartagine                                              |
| Seconda Guerra Punica    | 217 a.C. 536 AUC | - Roma - Cartagine - Macedonia - Lega etolica - Pergamo         |
| Guerra Siriana           | 191 a.C. 562 AUC | - Roma - Impero Seleucide - Lega etolica - Lega Achea - Pergamo |
| Mare Nostrum             | 149 a.C. 604 AUC | - Roma - Cartagine - Macedonia                                  |
| Gaio Mario               | 106 a.C. 647 AUC | - Roma - Numidia - Ponto - Bitinia                              |
| Guerra Gallica di Cesare | 57 a.C. 696 AUC  | - Roma - Arverni - Elvezi - Edui - Sequani - Suebi              |
| Alea Iacta Est           | 48 a.C. 705 AUC  | - Roma - Ribelli Romani                                         |
| Il Primo Imperatore      | 30 a.C. 723 AUC  | - Roma (di Ottaviano) - Ribelli Romani - Egitto                 |

## Accoglienza
| Testata                          | Giudizio |
| -------------------------------- | -------- |
| Metacritic (media al 12-05-2022) | 73%      |
| 1UP.com                          | C        |
| Eurogamer                        | 7/10     |
| IGN                              | 8.7/10   |
| GameSpy                          | 3/5      |

Il gioco ha avuto un'accoglienza generalmente positiva, stando anche alle recensioni aggregate sul sito web Metacritic.